# Cordylomyia
Cordylomyia is een muggengeslacht uit de familie van de galmuggen (Cecidomyiidae).

## Soorten
- C. denningi Pritchard, 1947
- C. fulva Felt, 1926
- C. sylvestris Felt, 1907
- C. texana (Felt, 1908)
- C. truncata (Felt, 1912)
- C. xylophila Edwards, 1938